# Mercy Manci
Mercy Manci (Provincia del Cabo Oriental, 28 de septiembre de 1955) es una sangoma Xhosa y activista contra el VIH sudafricana. Ha participado y presentado en conferencias en Camerún, Nigeria e Italia, entre otros países.

## Biografía
Mercy Manci nació en Pondoland, siendo la primogénita de nueve hijos, en el pequeño pueblo de Hlwahlwazi. Al nacer la cubrieron con una sustancia blanca, que su madre llamó "red", lo que indicaba que era una niña especial. Fue criada por su abuela, porque su madre era trabajadora doméstica en Durban; su abuela era una curandera tradicional y cuando era niña, Manci la ayudaba a preparar el muti.
Cuando era adolescente, otra familia la "raptó" para que se casara con uno de sus hijos, a fin de evitar largas negociaciones de lobola. Como ya no era virgen, no pudo regresar con su madre, y el matrimonio se oficializó cuando la familia pagó cuatro vacas. Tuvo una hija de este matrimonio. Mientras vivía en el Ciskei y su marido iba a trabajar a las minas, estudió enfermería por correspondencia en Damelin. Sin embargo, cuando su esposo llegó a casa, quemó sus libros y destruyó la máquina de escribir que ella había comprado. Finalmente, tras descubrir que estaba tomando anticonceptivos a sus espaldas, algo que era tabú en ese momento, su matrimonio terminó y la envió de regreso con su familia. En lugar de regresar a la casa de su familia, se fue a Johannesburgo y encontró un trabajo como asistente de médico.
Mientras vivía en Johannesburgo, se enfermó y comenzó a tener sueños extraños. Un sanador tradicional confirmó que necesitaba responder a un llamado para convertirse en sangoma.

## Activismo
Mercy Manci fundó Nyangazeziswe, que significa Sanadores de la Nación, una organización que se ocupa de la curación tradicional africana y el VIH. Se centró en dar talleres para otros curanderos tradicionales en el Cabo Oriental, y también a nivel internacional, enseñándoles cómo usar condones y la forma en la que se transmite el VIH.
En 2000, Mercy Manci apareció en un episodio de Siyayinqoba Beat It! un programa de televisión sobre el VIH, desarrollado y producido por Community Media Trust en Sudáfrica.